# شورای اسلامی شهر خرم‌آباد
شورای اسلامی شهر خرم‌آباد، شورایی مرکب از ۹ نفر است که توسط شهروندان خرم‌آباد، مرکز استان لرستان، برای تصمیم‌گیری در خصوص امور مربوط به شهرداری خرم‌آباد انتخاب می‌شوند.

## دوره اول (۱۳۸۱-۱۳۷۸)
اعضای دوره اول شورای اسلامی شهر خرم‌آباد، به شرح ذیل بوده‌اند.
۱- عزت‌الله فیلی
۲- نسرین رشیدی‌مفرد
۳- امیر بهاروند
۴- یحیی عیدی‌بیرانوند
۵- محمد مهرابی
۶- قدرت‌الله ترابی‌نژاد
۷- فریدون معتمدی
۸- احمد رشنو
۹- علی امرایی

## دوره دوم (۱۳۸۵-۱۳۸۲)
اسامی اعضای دومین دوره از شورای شهر خرم‌آباد به شرح ذیل بوده اند:
محمدجعفرهمت‌پور - محمد مهرابی - حمید رشیدی - نصرت‌الله جهانی‌چگنی - علی سلاح‌ورزی - رحمان بابایی - فریدون معتمدی - بهزاد ملکی - بهادر ولی‌زاده ریخانی.

## دوره سوم (۱۳۹۲-۱۳۸۶)
اسامی اعضای سوّمین دوره شورای شهر خرم‌آباد به شرح ذیل بوده اند:
محمد خدامی - فرشته طهماسبی‌رستم‌آباد - امیرناصر غلامرضایی - مراد کرمی - بهروز احمدی - علی زنجی بیرانوند - بیژن حسین‌پور - شیرمراد صفربیرانوند - محمدجعفر همت‌پور
در این دوره «امیرناصر غلامرضایی» پس از یک سال حضور در شورا انصراف داد و «احمدعلی دلفان» جای‌گزین وی شد. همچنین با انتخاب محمد خدامی به عنوان شهردار در سال دوم فعالیت شورا، «حسن آذری» از اعضای علی‌البدل جای‌گزین وی گردید.

## دوره چهارم (۱۳۹۶-۱۳۹۲)
اسامی اعضای چهارمین دوره شورای شهر خرم‌آباد به شرح ذیل بوده اند:
سیف‌الدین آشتیانی / رستم کوشکی / فرشته طهماسبی‌ رستم‌آباد / رضا بیرانوند / محسن اقبالی / جافر وفایی‌سالارپور / محمد حسین‌پور / عبدالله عزیزپور / حسن آذری / فرشاد سیفی / محمد مهرابی / علی جهان‌آرا / رضا حاصلی
در این دوره پس از انتخاب «محمد مهرابی» به عنوان شهردار از دوم اسفند ۱۳۹۲، «سبزخدا صفربیرانوند»، عضو علی‌البدل شورا جایگزین وی شد. همچنین در بهمن ۱۳۹۵ پس از یادداشت مهرداد دهقانی در مطبوعات، فرمانداری خرم‌آباد از عزل علی جهان‌آرا و جایگزینی اسفندیار مرادی خبر داد.

## دوره پنجم (۱۴۰۰-۱۳۹۶)
اسامی اعضای دومین دوره از شورای شهر خرم‌آباد به شرح ذیل بوده اند:
ولی الله رستمی نژاد / رستم کوشکی / اسماعیل رضایی / علی محمد صالحی نسب / زهرا نظری / اردشیر دریکوند / علی ماکنعلی، مهرداد علی‌پناه / سجاد بابایی.
همچنین هوشنگ نصیری، حمید رشیدی و محمد جعفر همت‌پور به عنوان عضو علی‌البدل به شورا وارد شدند.

## دوره ششم (از خرداد ۱۴۰۰)
در خرداد ۱۴۰۰ اسامی زیر بیشترین آرا را کسب کردند و برای ششمین دوره شورای شهر خرم‌آباد انتخاب شدند:
کرم نعمتی - حجت اله احمدی پور - حمید رضا صفریان - مجید دریکوند - یونس امرایی - رضا بیرانوند - عباس قلاوندی - هوشنگ نصیری و هادی زینی‌وند مقدم
فعالیت این دوره تا ۲۷ خرداد ۱۴۰۵ ادامه دارد.